# 青森県道127号石川土手町線
青森県道127号石川土手町線（あおもりけんどう127ごう いしかわどてまちせん）は、青森県弘前市を通る一般県道である。

## 概要
弘前市石川の平川の左岸で青森県道13号大鰐浪岡線支線（バイパス）から連続および青森県道260号石川百田線から西へ分岐し、JR東日本奥羽本線および弘南鉄道大鰐線を架線橋で交差したあと、大鰐線の津軽大沢駅から中央弘前駅までほぼ平行する。弘前市土手町で青森県道3号弘前岳鰺ケ沢線・青森県道260号石川百田線交点に至る路線である。

### 路線データ
- 起点：弘前市大字石川[1]
- 終点：弘前市大字土手町[1]

## 歴史
- 1961年（昭和36年）2月10日 - 県道に認定される[1]。

## 路線状況

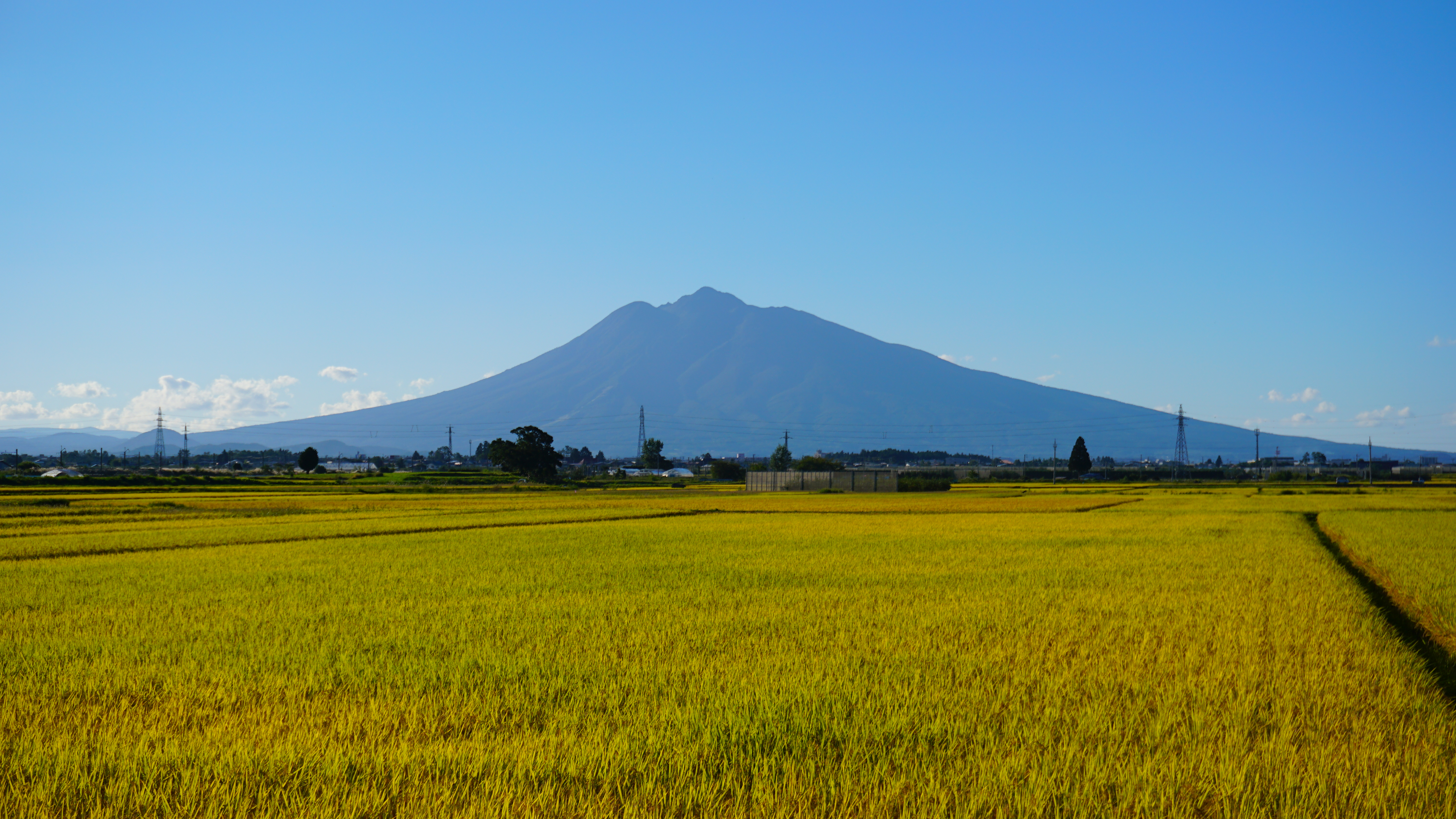
アップルロードからの眺望
後方は岩木山
県道260号との交差点付近から

### 通称
- アップルロード（起点から弘前市小栗山まで）

## 地理

### 交差する道路
- 青森県道13号大鰐浪岡線支線（バイパス）・青森県道260号石川百田線（弘前市大字石川、起点）
- 青森県道128号松木平撫牛子停車場線（弘前市大字富永）
- 青森県道130号桔梗野富田線（弘前市大字富田町）
- 青森県道109号弘前平賀線（弘前市富田3丁目）
- 青森県道3号弘前岳鰺ケ沢線・青森県道260号石川百田線（弘前市大字土手町、終点）
- 弘前市道山道町住吉町線

### 沿線の施設など
- 弘南バス 弘前営業所
- 小栗山農村交流公園
- 弘前市立千年小学校
- 青森みちのく銀行 松原支店
- 青森みちのく銀行 松原東支店
- 弘前松原郵便局
- 青森県立弘前実業高等学校
- 弘前市立第三中学校
- 弘前市立文京小学校
- 国立大学法人 弘前大学
- 弘前大学教育学部附属特別支援学校
- 国立病院機構弘前病院
- 弘前市立大成小学校

弘南鉄道大鰐線
- 津軽大沢駅
- 松木平駅
- 小栗山駅
- 千年駅
- 聖愛中高前駅
- 弘前学院大前駅
- 弘高下駅
- 中央弘前駅